# 府中ダム
府中ダム（ふちゅうダム）は、香川県坂出市府中町、綾川水系綾川に建設されたダム。

## 府中湖
府中ダムのダム湖（府中湖）は上流の滝宮（綾川町）と共に「新さぬき百景」に選ばれた景勝地である。このダム湖が府中湖と呼ばれるようになったのは1990年代になってからで、それ以前の地図には府中貯水池と表記されていた。
府中湖はカヌー・ボート競技が盛んに行われていて、県内の高校や社会人クラブが活動している。東四国国体の競技会場として整備された府中湖カヌー競技場は、約3haの敷地に坂出市カヌー研修センター（艇庫、研修室、トレーングルーム）や競技用の審判台や乗降艇桟橋などの施設が整備されている。コースは1000m×9レーンが設置可能で、日本オリンピック委員会（JOC）よりカヌー競技強化施設に指定されており、日本選手権や国際大会派遣選手選考会など大規模な大会が開催されている。2008年8月にはフィンランドの選手団が北京オリンピックの事前合宿を同湖で行った。

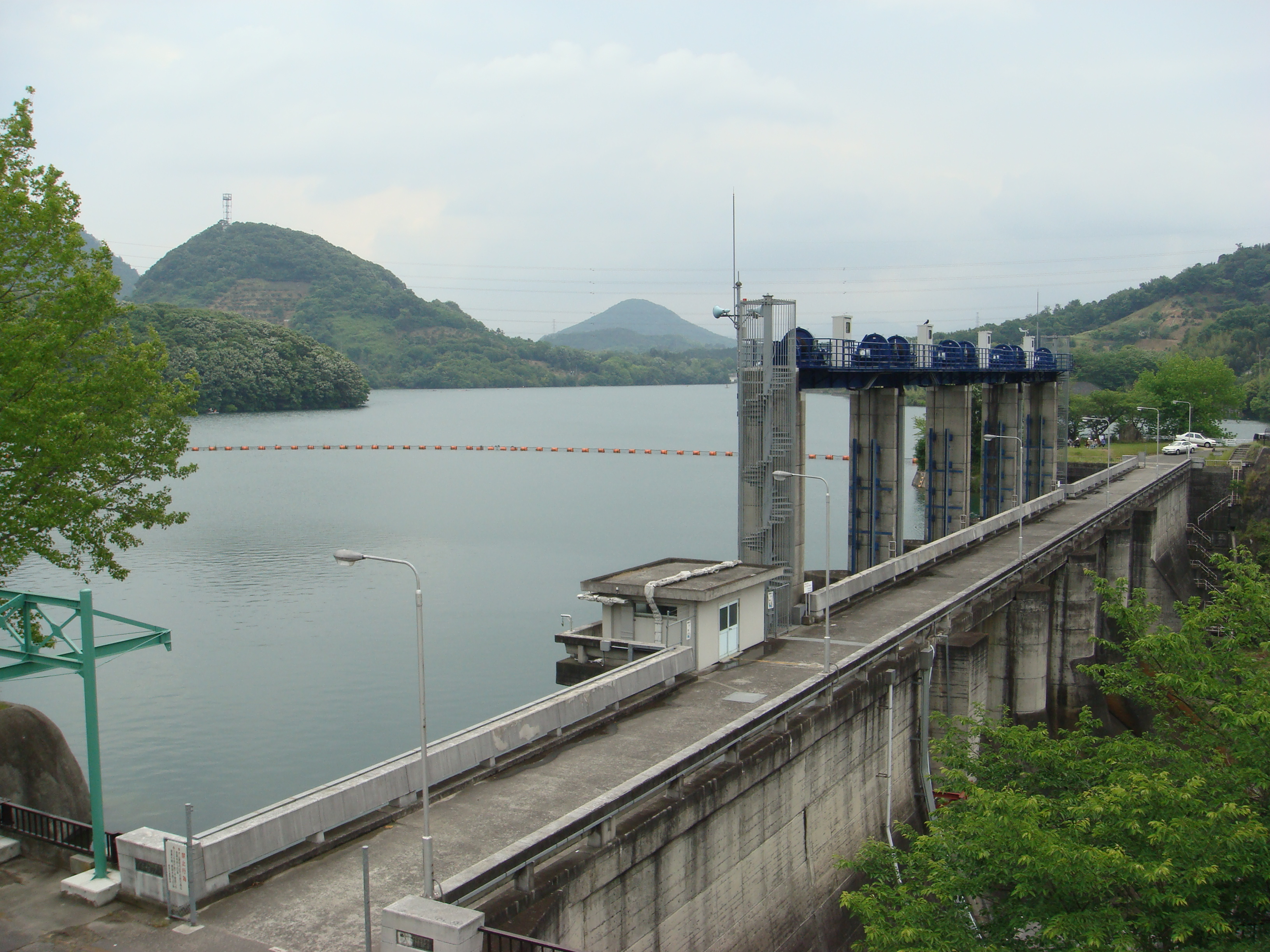
府中湖
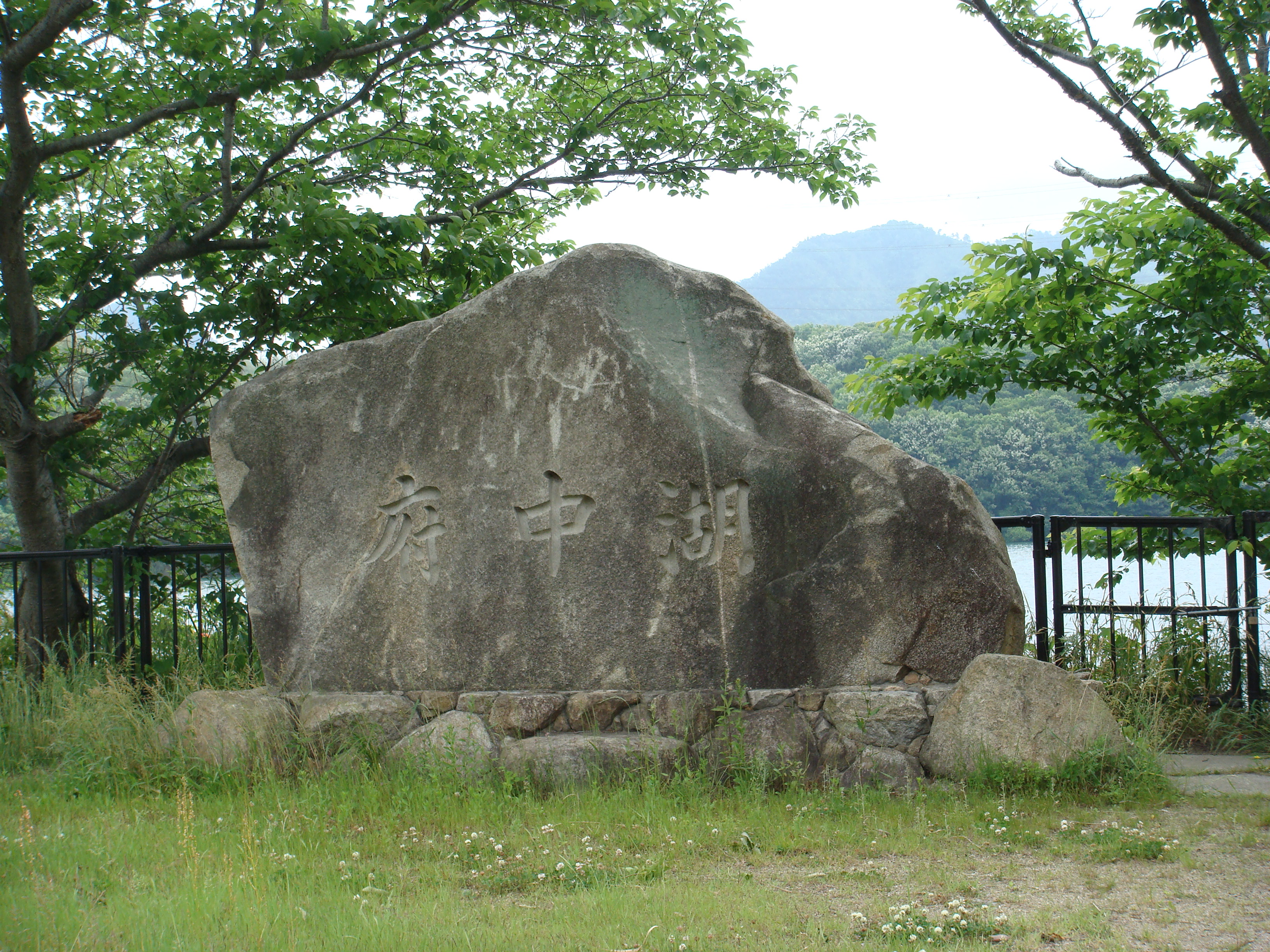
府中湖の石碑

## 開催された主な競技会・イベント
- 東四国国体カヌー競技
- 1998年全国高校総体漕艇競技
- 日本カヌーレーシング選手権大会
- 水のフェスティバルin府中湖
- 坂出府中湖ドラゴンカヌー大会
- 全日本道楽選手権大会in府中湖

## その他
- 予讃線鴨川駅の駅スタンプにこのダムが描かれている。